# Gustav Weil

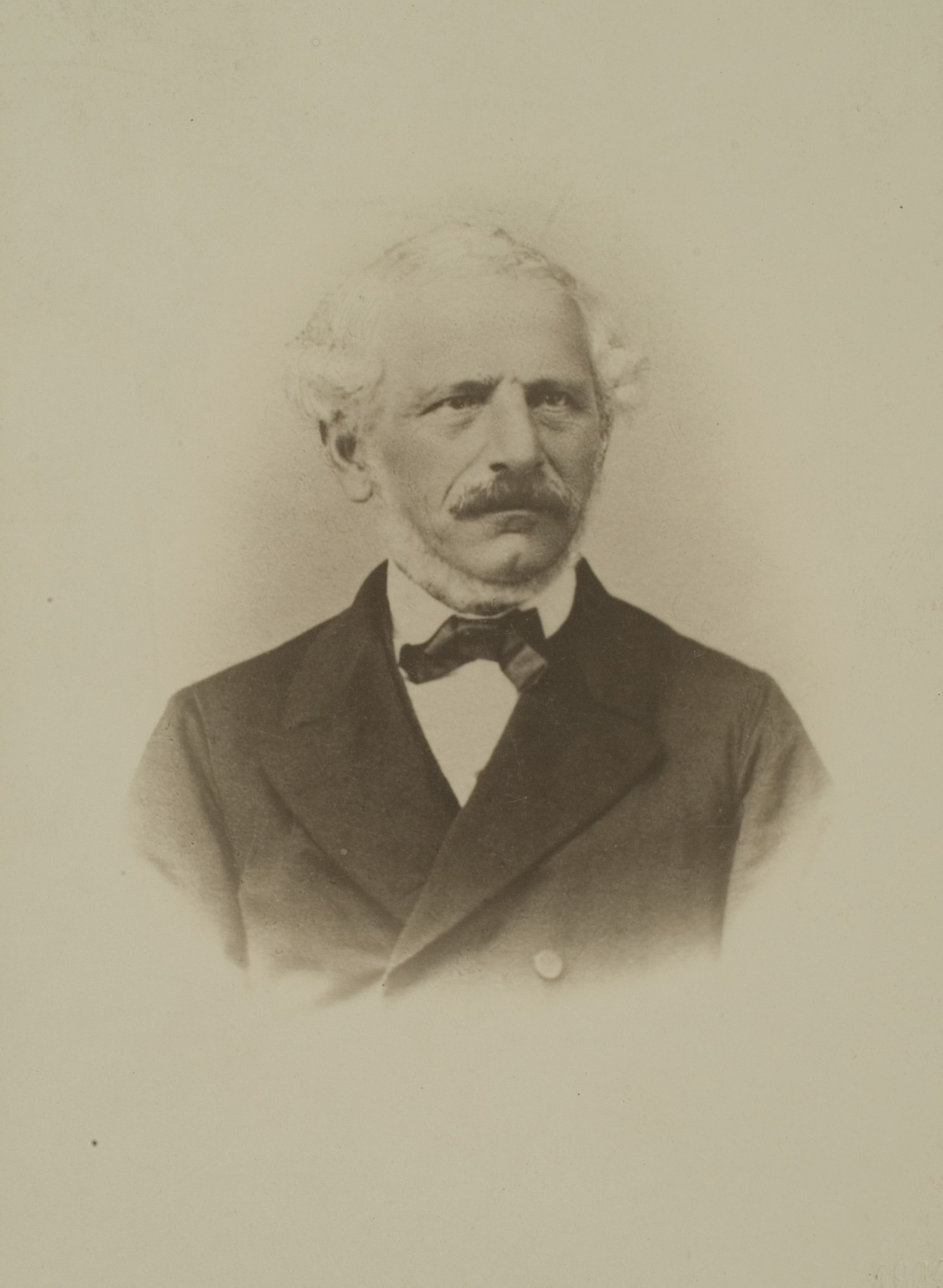
Gustav Weil

Gustav Weil (* 25. April 1808 in Sulzburg; † 29. August 1889 in Freiburg im Breisgau) war ein deutscher Orientalist.

## Leben
Gustav Weil sollte eigentlich Rabbiner werden, konnte dem aber nichts abgewinnen. Von 1828 bis 1830 studierte er Geschichte und Philologie an der Universität Heidelberg und 1830 kurz bei Silvestre de Sacy in Paris. Von dort ging er als Korrespondent der Augsburger Allgemeinen Zeitung nach Algier und reiste dann 1831 nach Kairo weiter, wo er sich bis 1835 aufhielt. Hier und in Konstantinopel vertiefte er seine Kenntnisse in Arabisch und anderen orientalischen Sprachen. 1836 promovierte er in Tübingen, im selben Jahr habilitierte er sich in Heidelberg. Von 1836 bis 1845 hatte er Lehraufträge an der Universität Heidelberg und war Bibliothekar in der Universitätsbibliothek Heidelberg. 1845 wurde er als erster Jude in Deutschland und gegen den Widerstand der Universität außerordentlicher Professor für Orientalische Sprachen, 1861 endlich ordentlicher Professor in Heidelberg.

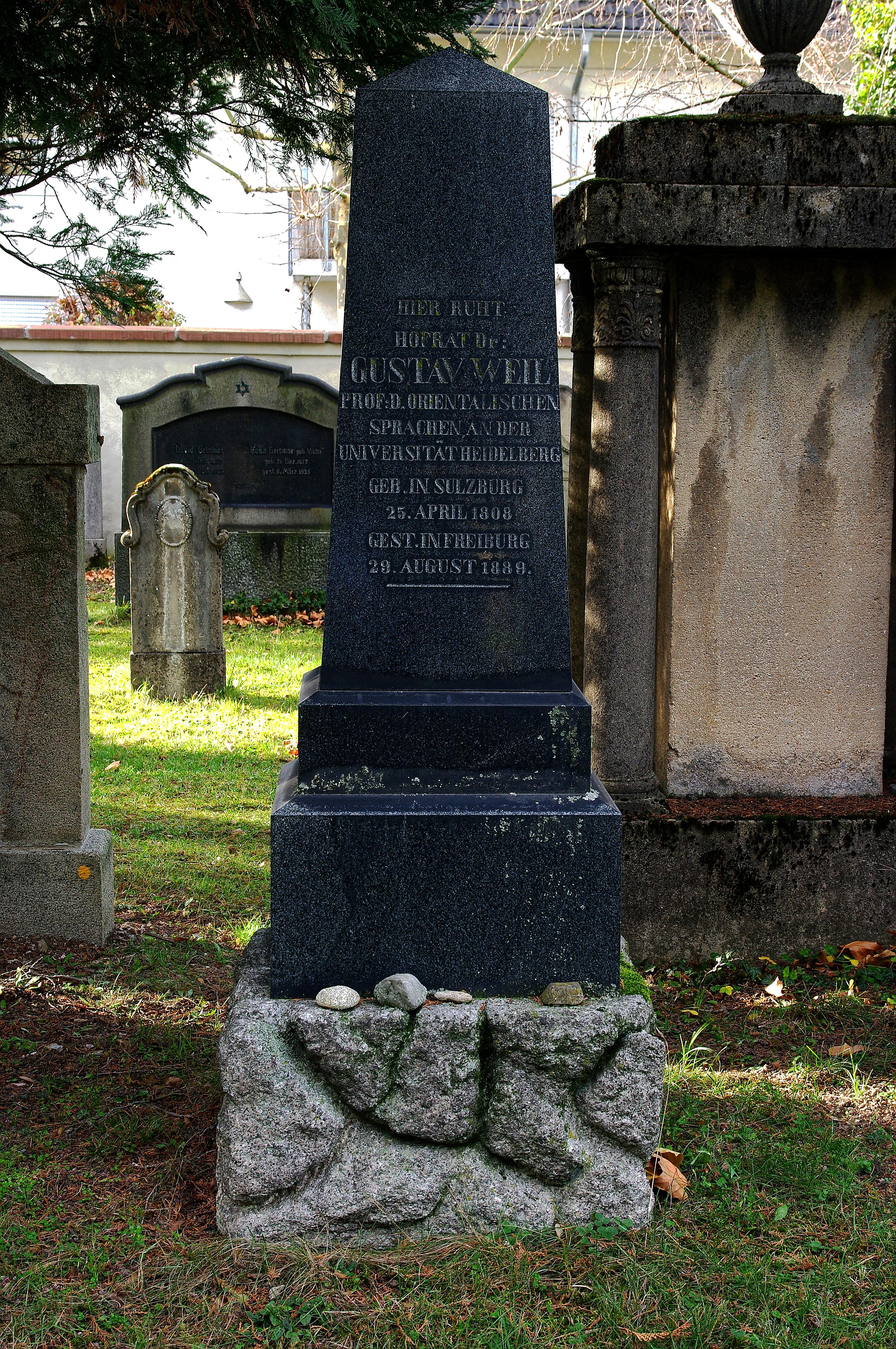
Grabstein, Jüdischer Friedhof Freiburg

Sein Grab befindet sich auf dem Jüdischen Friedhof in Freiburg.

## Werk
Gustav Weil verstand es, auf Grund von Handschriften und gedruckten Büchern seinerzeit weit verbreitete historische und literarhistorische Darstellungen zu verfassen.

### Tausendundeine Nacht
Weil wurde besonders bekannt für die erste aus den arabischen Quellen ins Deutsche übertragene Übersetzung der Geschichten aus Tausendundeine Nacht. Dabei griff Weil insbesondere auf die sogenannte Bulaq-I-Edition und die Breslauer Edition zurück, sowie angeblich auf die Gothaer Handschrift.

### Weitere
Eine zweite große Arbeit, die Weil beschäftigte, war eine Lebensgeschichte Mohammeds. Der amerikanische Schriftsteller Washington Irving benutzte ihn vielfach als Quelle. Zudem veröffentlichte Weil die „Historisch-kritische Einleitung in den Koran“ (Bielefeld und Leipzig 1844 und 1878) als Beigabe zu Ullmanns Koranübersetzung, sowie die Übersetzung der Grundquelle für die Biographie Mohammeds: „Das Leben Mohammed’s nach Muhammed Ibn Ishâk bearbeitet von Abd el-Malik Ibn Hischâm, übersetzt von Dr. G. Weil“ (Stuttgart 1864). Hierzu kommen noch „Die Biblischen Legenden der Muselmänner“ (Frankfurt 1845), worin er den Einfluss der rabbinischen Legende auf den Islam nachweist.
Weil hat in seinem umfangreichsten Werk, der Geschichte der Chalifen in drei Bänden (1846–1851) und ihrer Fortsetzung Geschichte des Abbasidenchalifats in Ägypten (1860–1862) als erster den Versuch unternommen, die islamische Geschichte von 632, dem Todesjahr Mohammeds, bis zum Untergang des Mamlukenreichs 1517 auf Grund selbständiger Verarbeitung arabischer Geschichtsquellen darzustellen, wobei er auch die Literaturgeschichte besonders berücksichtigt.

## Mitgliedschaften
Gustav Weil war Mitglied der Deutschen Morgenländischen Gesellschaft.

## Publikationen
- Poetische Litteratur der Araber. Stuttgart: Cotta, 1837 (Digitalisat in der Google-Buchsuche).
- Tausend und eine Nacht. Zum erstenmale aus dem arabischen Urtext treu übersetzt von Gustav Weil. Hrsg. und mit einer Vorhalle von August Lewald. Mit 2000 Bildern und Vignetten von Friedrich Groß. 4 Bände. Dennig, Finck & Co., Pforzheim 1838–1841 (Digitalisate: Band 1, 2, 3, 4). 
  - Sechste vollständig umgearbeitete, mit Einleitung und Anmerkungen versehene Auflage. Ill. von Fernand Schultz-Wettel. Neu hrsg. von Ludwig Fulda. Verlag Neufeld & Henius, Berlin 1865.
  - Seither zahlreiche Bearbeitungen, Auszüge und Neuausgaben, zuletzt: Tausendundeine Nacht. 2 Bände im Schuber. Nikol, Hamburg 2024, ISBN 978-3-86820-806-1.
  - E-Book-Ausgabe im Projekt Gutenberg auf der Grundlage der Ausgabe Karl Müller Verlag, Erlangen 1984, eines Nachdrucks der Ausgabe von 1865 (s. Weblinks).
- Mohammed der Prophet, sein Leben und seine Lehre: aus handschriftlichen Quellen und dem Koran geschöpft und dargestellt. Stuttgart: Metzler, 1843 (Digitalisat in der Google-Buchsuche).
- Historisch-kritische Einleitung in den Koran. Bielefeld: Velhagen & Klasing, 1844 (Digitalisat in der Google-Buchsuche).
  - Neuausgabe: Historisch-kritische Einleitung in den Qur’ân. Herausgegeben, kommentiert und mit einem Anhang versehen von Michael Fisch. Berlin: Weidler 2023, ISBN 978-3-89693-783-4. (Beiträge zur transkulturellen Wissenschaft. Band 20).
- Die Biblischen Legenden der Muselmänner. Frankfurt: Literarische Anstalt, 1845 (Digitalisat in der Google-Buchsuche).
- Geschichte der Chalifen. 1846–1862.
  - I. Vom Tode Mohammeds bis zum Untergang der Omeijaden, mit Einschluß der Geschichte Spaniens, vom Einfalle der Araber bis zur Trennung vom östlichen Chalifate. Mannheim: Bassermann, 1846 (Digitalisat in der Google-Buchsuche).
  - II. Die Abbasiden bis zur Einnahme von Bagdad durch die Bujiden: 132–334 d. H. Mannheim: Bassermann, 1848 (Der Anhang enthält: „Die Fortschritte der arabischen Literatur von der Mitte des dritten bis gegen die Mitte des vierten Jahrhunderts der Hidjrah.“) (Digitalisat in der Google-Buchsuche).
  - III. Von der Einnahme von Bagdad durch die Bujiden bis zum Untergange des Chalifats von Bagdad: 334–656 d. H. Mannheim: Bassermann, 1851 (Digitalisat in der Google-Buchsuche).
  - IV. Das Chalifat unter den Bahritischen Mamlukensultanen von Egypten: 656–792 d. H. Stuttgart: Metzler, 1860 (Digitalisat in der Google-Buchsuche).
  - V. Das Chalifat unter den Cirkassischen Mamlukensultanen von Egypten: 792–923 d. H. Stuttgart: Metzler, 1862 (Digitalisat in der Google-Buchsuche).
- Geschichte des Abbasidenchalifats in Egypten (sic!), Stuttgart: J. B. Metzler, 1860–1862.
- Das Leben Mohammeds nach Muhammed Ibn Ishâk. Bearbeitet von Abd el-Malik Ibn Hischâm, übersetzt von Dr. G. Weil. 2 Bände. Stuttgart: Metzler, 1864 (Digitalisat in der Google-Buchsuche).
- Geschichte der islamitischen Völker von Mohammed bis zur Zeit des Sultan Selim übersichtlich dargestellt. Stuttgart: Rieger, 1866 (Digitalisat in der Google-Buchsuche).